# Sporting Club Luksemburg
Sporting Club Luxembourg – klub piłkarski, mający swoją siedzibę w mieście Luksemburg.

## Historia
Klub powstał 26 maja 1908 roku. Był jednym z zespołów - założycieli 1. ligi Luksemburga w 1909 roku. W drugim sezonie 1910/11 zespół zdobył swój pierwszy tytuł mistrzowski. W kolejnych dwóch sezonach był drugim w kwalifikacji końcowej. Potem jeszcze w sezonie 1914/16 powtórzył ten sukces. Jednak po zakończeniu sezonu 1922/23, w którym zajął 6. miejsce połączył się z niżej kwalifikowanym klubem z miasta Luksemburg: Racingiem tworząc nowy klub Spora.

## Sukcesy

### Trofea międzynarodowe
Nie uczestniczył w rozgrywkach europejskich (stan na 31-12-2016).

### Trofea krajowe
| \| \| Zdobyte trofea w rozgrywkach Luksemburga (stan na: 31-12-2017) \| |                                                                |      |                           |
| Rozgrywki                                                               | Osiągnięcie                                                    | Razy | Sezon(y)                  |
| Mistrzostwo                                                             | I miejsce                                                      | 2    | 1910/11, 1918/19          |
| Mistrzostwo                                                             | II miejsce                                                     | 3    | 1911/12, 1913/14, 1915/16 |
| Mistrzostwo                                                             | III miejsce                                                    | 2    | 1917/18, 1919/20          |
| Puchar                                                                  | zdobywca                                                       | 0    |                           |
| Puchar                                                                  | finalista                                                      | 0    |                           |
| II liga                                                                 | I miejsce                                                      | 0    |                           |
| II liga                                                                 | II miejsce                                                     | 0    |                           |
| II liga                                                                 | III miejsce                                                    | 0    |                           |
| Luksemburg                                                              | Zdobyte trofea w rozgrywkach Luksemburga (stan na: 31-12-2017) |      |                           |

## Stadion
Klub rozgrywa swoje mecze domowe na stadionie Josy Barthel w Luksemburgu, który może pomieścić 8,000 widzów.